# Circular Electron Positron Collider
Máy va chạm positron điện tử vòng tròn là một dự án máy va chạm positron-electron được đề xuất bởi cộng đồng vật lý năng lượng cao của Trung Quốc vào năm 2012, máy va chạm positron electron vòng tròn (CEPC) đã nhận được phản hồi tích cực từ cộng đồng quốc tế. Máy này sau đó có thể được nâng cấp thành máy va chạm proton-proton năng lượng cao với tiềm năng vật lý vượt xa nhà máy Higgs. trọng lượng Higgs ~ 125 GeV có thể làm cho một máy va chạm positron điện tử vòng tròn (CEPC) trở thành một nhà máy Higgs, có lợi thế về độ sáng cao hơn với tỷ lệ chi phí và khả năng được nâng cấp lên máy va chạm proton-proton để đạt năng lượng cao chưa từng thấy và khám phá Vật lý Mới. Vòng va chạm hạt dưới lòng đất nhằm mục đích ít nhất gấp đôi kích thước của máy va chạm hàng đầu hiện tại của thế giới - Máy Va chạm Hadron Lớn (CERN) bên ngoài Genève. Với một chu vi 80 km (49,70 dặm), phức hợp máy gia tốc hạt của Trung Quốc có kích thước bằng chu vi tương đương toàn bộ hòn đảo Manhattan.